# Ольшини (Підляське воєводство)
Ольшини (пол. Olszyny) — село в Польщі, у гміні Пйонтниця Ломжинського повіту Підляського воєводства.
Населення — 281 особа (2011).
У 1975-1998 роках село належало до Ломжинського воєводства.

## Демографія
Демографічна структура станом на 31 березня 2011 року:
|          | Загалом | Допрацездатний вік | Працездатний вік | Постпрацездатний вік |
| -------- | ------- | ------------------ | ---------------- | -------------------- |
| Чоловіки | 136     | 28                 | 93               | 15                   |
| Жінки    | 145     | 30                 | 80               | 35                   |
| Разом    | 281     | 58                 | 173              | 50                   |